# Arawacus
Arawacus là một chi bướm ngày thuộc họ Bướm xanh. Các loài thuộc chi này được tìm thấy trong khu vực sinh thái Neotropical.
Danh sách loài:
- Arawacus aethesa (Hewitson, 1867) Brasil (Bahia)
- Arawacus aetolus (Sulzer, 1776) Columbia, Venezuela, Trinidad, Bolivia, Suriname
- Arawacus binangula  (Schaus, 1902) Brasil (Paraná)
- Arawacus dolylas (Cramer, [1777]) Suriname, Venezuela, Colombia, Bolivia
- Arawacus dumenilii  (Godart, [1824]) Venezuela, Trinidad
- Arawacus ellida (Hewitson, 1867) Venezuela, Paraguay, Colombia, Perú, Argentina, Brasil (Rio de Janeiro)
- Arawacus euptychia  (Draudt, 1920 Brasil
- Arawacus hypocrita (Schaus, 1913) Costa Rica, México
- Arawacus jada (Hewitson, 1867) Bắc America
- Arawacus leucogyna (C. & R.Felder, 1865) Costa Rica, Panama, Venezuela, Colombia
- Arawacus lincoides (Draudt, 1917) Colombia
- Arawacus meliboeus (Fabricius, 1793) Brasil
- Arawacus separata  (Lathy, 1926) Perú, Paraguay
- Arawacus sito (Boisduval, 1836) México, phía nam Trung Mỹ
- Arawacus tadita (Hewitson, 1877) Brasil (Paraná)
- Arawacus tarania (Hewitson, 1868) Brasil (Paraná, Minas Gerais)
- Arawacus togarna (Hewitson, 1867) México, Bolivia